# Quesnel (Columbia Britannica)
Quesnel è una città della Columbia Britannica, in Canada, situata nel distretto regionale di Cariboo.